# البرازيل (جزيرة أسطورية)
البرازيل، والمعروفة أيضًا باسم هي-برازيل وبعدة أشكال أخرى، هي جزيرة وهمية يقال إنها تقع في المحيط الأطلسي غرب أيرلندا وصفتها الأساطير الأيرلندية بأنها مغطاة بالضباب باستثناء يوم واحد كل سبع سنوات تصبح فيه مرئية دون إمكانية الوصول إليها.

## أصل الكلمة
لا يُعرف أصل اسم اسمي البرازيل وهي-برازيل، ولكن في التقاليد الأيرلندية يُعتقد أنها تأتي من الكلمة الأيرلندية Uí Breasail (بمعنى «أحفاد (عشيرة) بريسايل»)، إحدى العشائر القديمة في شمال شرق أيرلندا. راجع الأيرلندية القديمة: Í وتعني جزيرة؛ bres وتعني جمال، يستحق، عظيم، قوي.
رغم التشابه، فإن اسم دولة البرازيل الحديثة لا علاقة له بالجزر الأسطورية (مع أن مقال جون رونالد تولكين «في القصص الخيالية» قد شبههما معًا). تم تسمية الدولة الواقعة في أمريكا الجنوبية في البداية باسم إيلها دي فيرا كروز (جزيرة الصليب الحقيقي) ولاحقًا تيرا دي سانتا كروز (أرض الصليب المقدس) من قبل الملاحين البرتغاليين الذين وصلوا إلى هناك. بعد عدة عقود، صار يطلق عليها اسم «البرازيل» بسبب استغلال خشب البرازيل الأصلي، الذي كان في ذلك الوقت المادة الوحيدة التي تصدرها الأرض. في اللغة البرتغالية، يُطلق على خشب البرازيل اسم pau-brasil باللغة البرتغالية، فحسب علم اشتقاق الكلمات، تحمل كلمة برازيل عادةً معنى «أحمر مثل الجمرة»، وتتكون منbrasa  (أي جمرة) واللاحقة -il (المأخوذة من -iculum أو -ilium).

## الظهور على الخرائط
حددت الخرائط البحرية جزيرة تسمى «براسيل» غرب أيرلندا في المحيط الأطلسي تعود إلى عام 1325، في مخططات بورتولان بواسطة أنجلينو دولسيرت. لقد ظهرت لاحقًا باسم أنسولا دي برازيل في خريطة البندقية لأندريا بيانكو عام 1436، ملحقة بإحدى أكبر الجزر في مجموعة جزر تقع في المحيط الأطلسي. تم التعرف عليها لفترة من الوقت مع جزيرة تيرسيرا الحديثة في الأزور، حيث لا يزال جبل آنغرا دو هروئيسمو البركاني في خليج بلدته الرئيسية يسمى مونتي برازيل.
يضع الرسم البياني الكاتالوني من حوالي 1480 علامة على جزيرتين تدعيان «إيلا دي برازيل»، واحدة تقع في الجنوب الغربي من أيرلندا (حيث كان من المفترض أن يكون مكانها الأسطوري) والأخرى جنوب «إيلا فيردي» أو جرينلاند.
تظهر الجزيرة على الخرائط على أنها دائرية، وغالبًا ما يكون فيها مضيق أو نهر مركزي يمتد من الشرق إلى الغرب عبر قطرها. ومع فشل محاولات العثور عليها، فقد ظهرت بانتظام على الخرائط الواقعة جنوب غرب خليج غالواي حتى عام 1865، وفي ذلك الوقت كانت تسمى صخرة البرازيل.

### معرض الخريطة

الأطلس الكتالوني من عام 1375
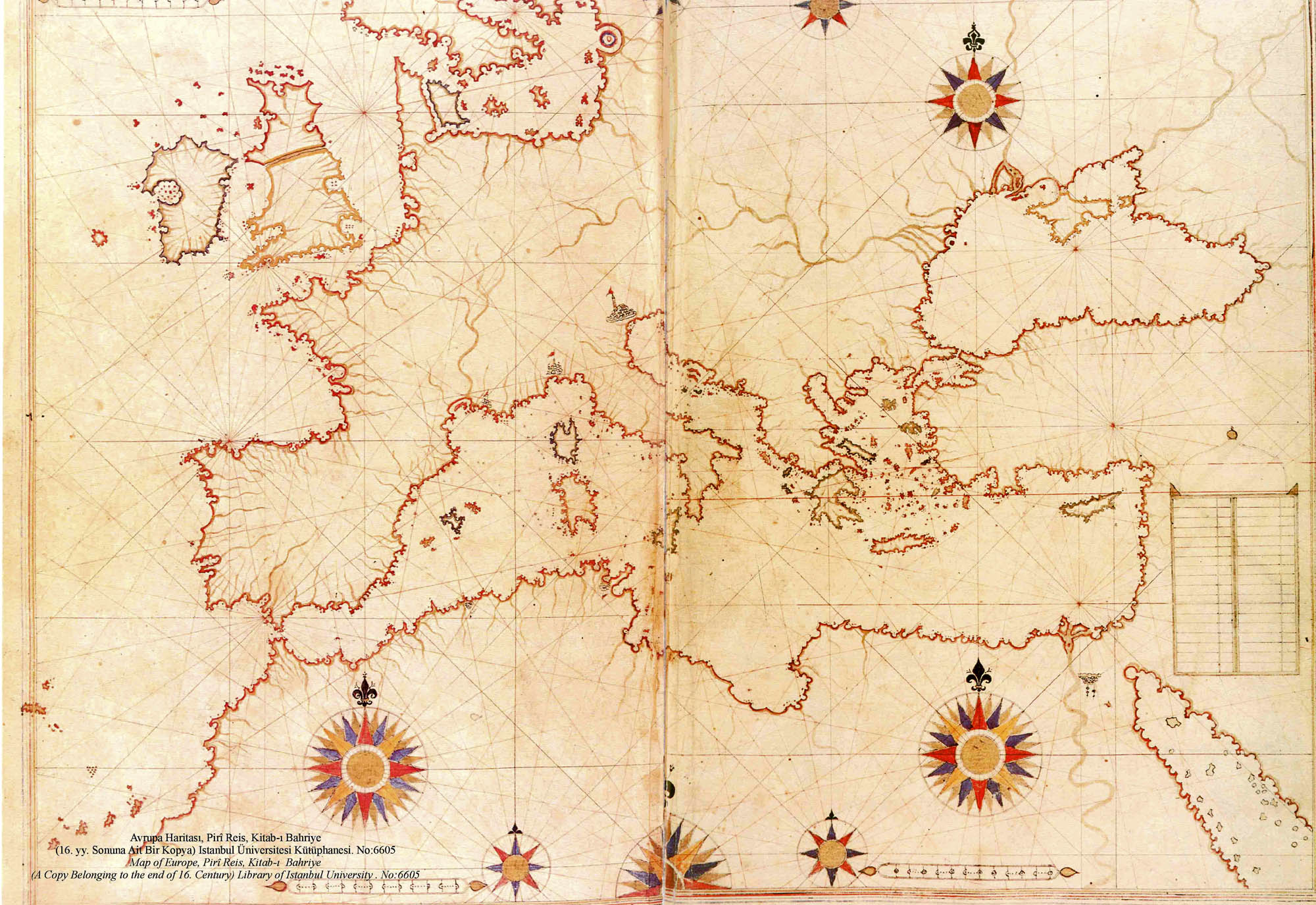
خريطة بيري ريس لأوروبا والبحر الأبيض المتوسط من عام 1513
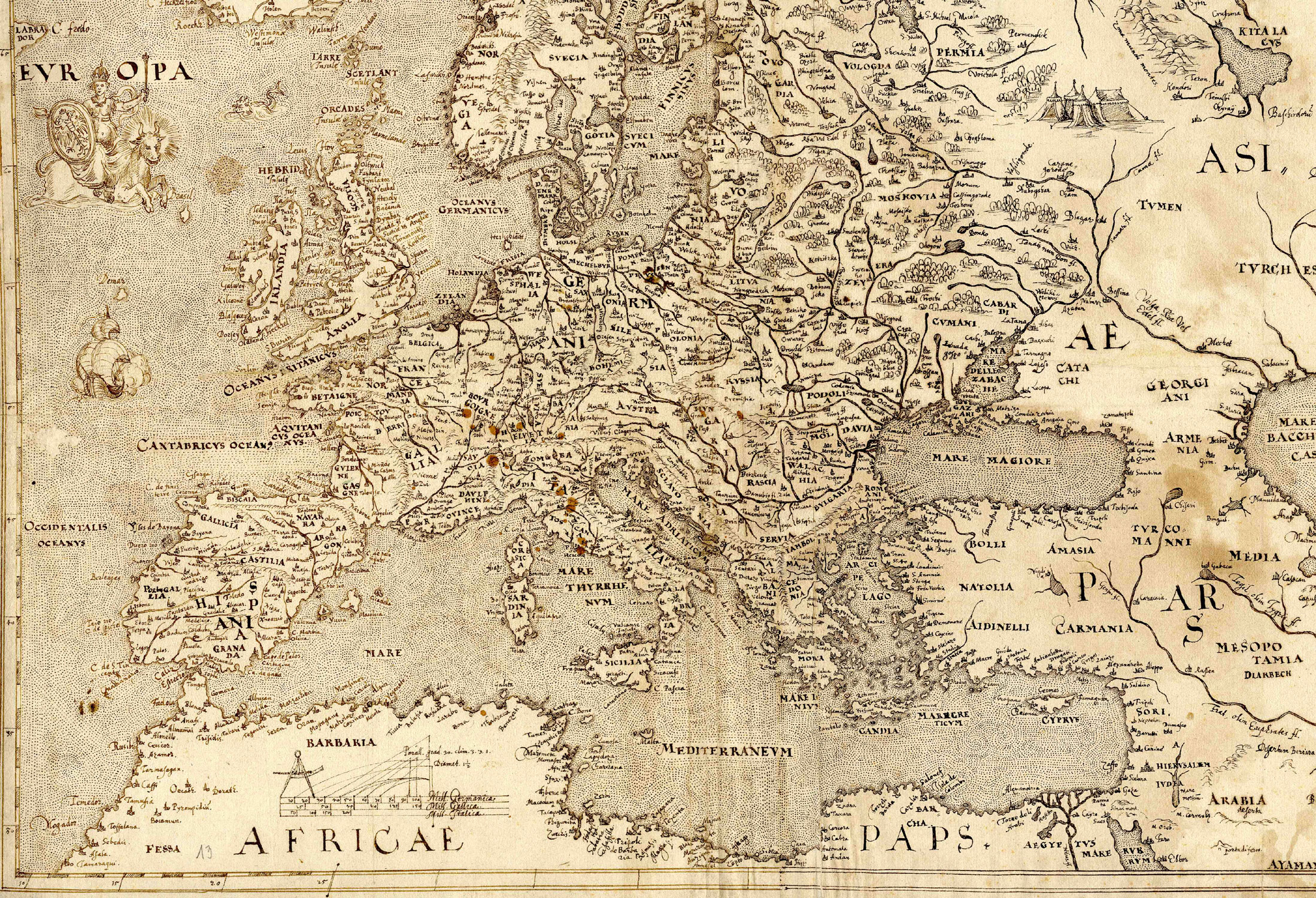
خريطة أوروبا من عام 1570
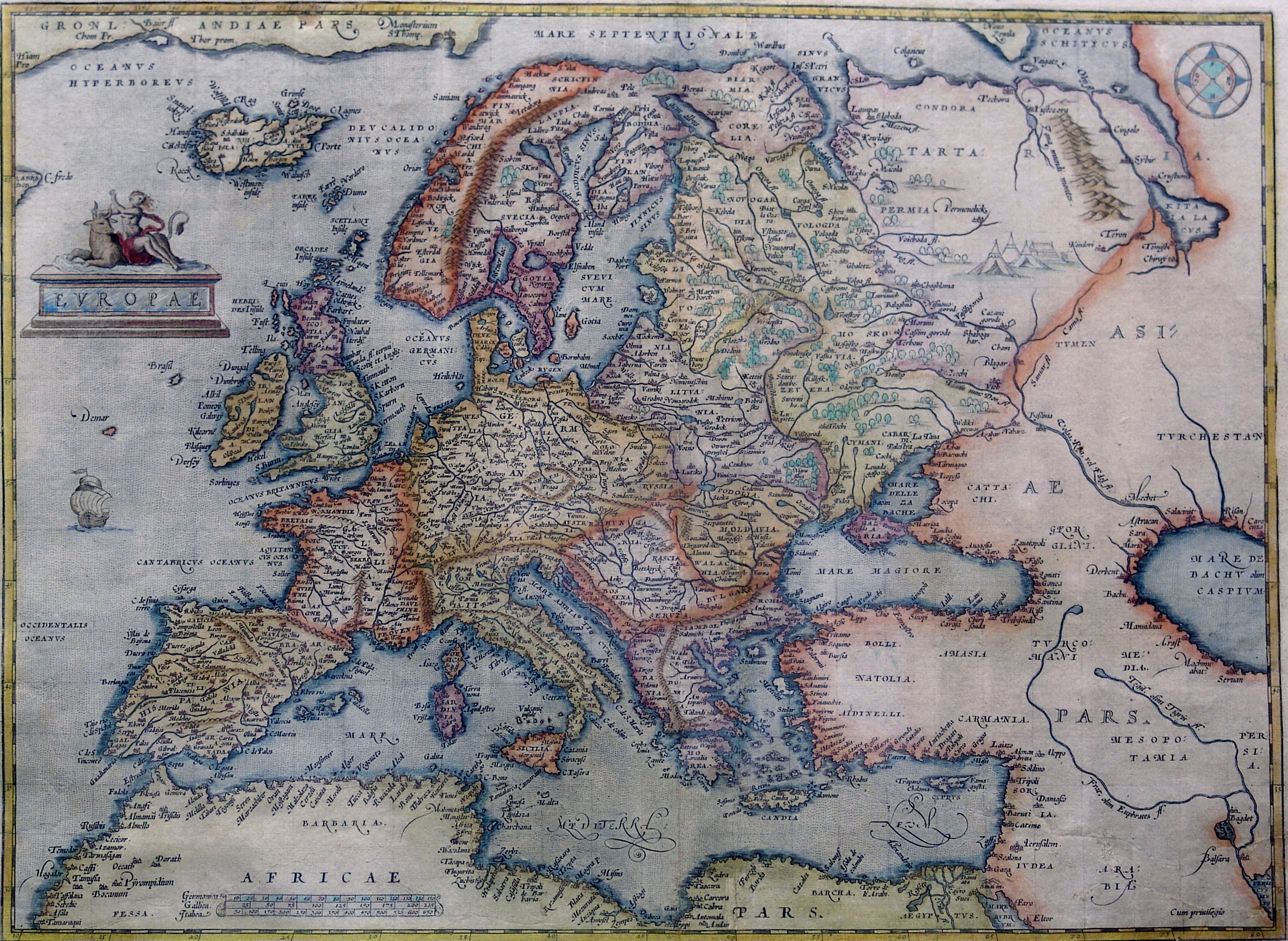
خريطة أبراهام أورتيليوس لأوروبا من عام 1595
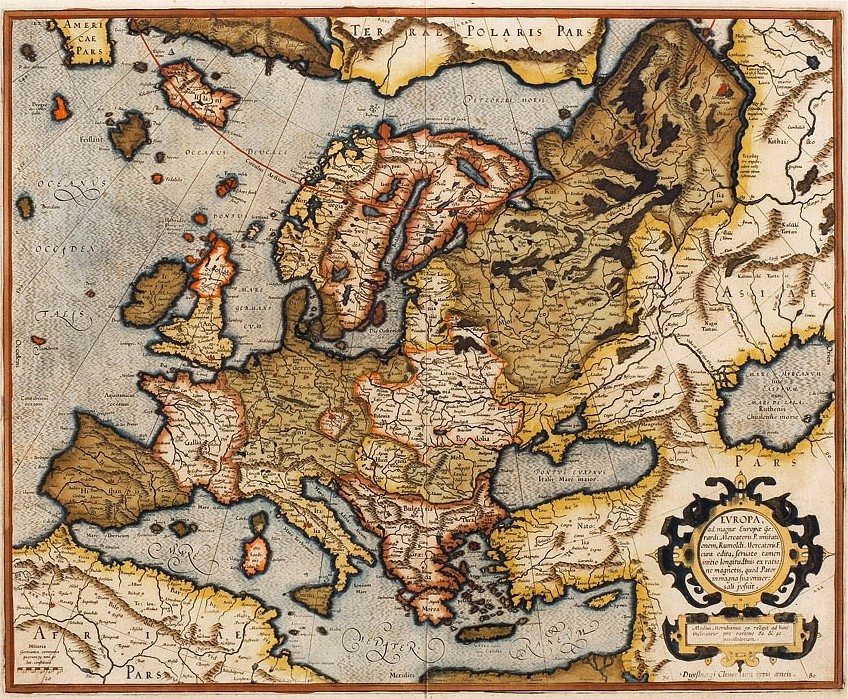
خريطة جيراردوس مركاتور التي تعود لعام 1595

## عمليات البحث عن الجزيرة
غادرت البعثات بريستول في عامي 1480 و1481 للبحث عن الجزيرة؛ أفادت رسالة كتبها بيدرو دي أيالا، بعد وقت قصير من عودة جون كابوت (من بعثته عام 1497)، أن الأرض التي عثر عليها كابوت قد «اكتشفها بالفعل في الماضي رجال من بريستول وجدوا البرازيل».
في عام 1674، ادعى الكابتن جون نيسبت أنه رأى الجزيرة عندما كان في رحلة من فرنسا إلى أيرلندا، مشيرًا إلى أن الجزيرة كانت مأهولة بأرانب سوداء كبيرة وساحرٍ يعيش بمفرده في قلعة حجرية، ومع ذلك كانت الشخصية والقصة بمثابة اختراع أدبي للمؤلف الأيرلندي ريتشارد هاد. يخبرنا رودريك أوفلاهيرتي في وصف كوريغرافي للغرب أو إتش إيار كونوت الصادر عام 1684 بالتالي: «هناك الآن شخص حي يدعى موروغ أولي (مورو لاوي)، الذي يتخيل أنه كان شخصيًا في أوبرازيل لمدة يومين، وأنه رأى فيها شلالات آران وجولامهيد [ عبر ليترمولين ] وإيريسبيغ وأماكن أخرى في غرب القارة كان على دراية بها».
تم التعرف على هي-برازيل أيضًا مع بنك بوركوباين، وهي مياه ضحلة في المحيط الأطلسي على بعد حوالي 200 كيلومتر (120 ميل) غرب أيرلندا اكتشفت عام 1862. في وقت مبكر من عام 1870 تمت قراءة ورقة على الجمعية الجيولوجية الأيرلندية تقترح هذا التعريف. ظهر الاقتراح منذ ذلك الحين أكثر من مرة، على سبيل المثال، في إصدار عام 1883 للملاحظات والاستعلامات.

## في الثقافة الشعبية
كتب الشاعر الأيرلندي جيرالد غريفين عن هي-براسايل في أوائل القرن التاسع عشر.
كتبت مارجريت إلفينستون رواية، هي برازيل عام 2002، عن امرأة تم إرسالها لكتابة أول كتاب سفر عن هي-برازيل.
في ثلاثية ليونيس لجاك فانس، تدعى أكبر جزيرة في جزر إلدر، حيث تقع المملكة الفخرية، «هيبراس»، وتنص مقدمة الكتاب الأول على أنها الأصل العالمي لاسم هي-برازيل.
في فيلم إريك الفايكنج، يجب أن تسافر الشخصيات إلى هي-برازيل للحصول على قرن سحري. إن وفاء لعنة يؤدي إلى غرق الجزيرة.
تستخدم القصة القصيرة لماري بيرك، الصادرة عام 2004، الأسطورة كرمز للخرق الذي تسببت فيه مشاكل إيرلندا الشمالية.
في قصيدته الصادرة عام 1867 بعنوان «خطاب سلتيك»، أشار ليونيل جونسون إليها باسم «هولي هي».
هيبرازيل هي فرقة موسيقية إلكترونية أيرلندية سميت على اسم الجزيرة الأسطورية.
تظهر الجزيرة في رواية جيرالدين ماكورين الخيالية بعنوان الحجارة تفقس.
يظهر اختلاف في الأسطورة في مقالة نشرتها مؤسسة بعنوان SCP-6078 («جزيرة بيكابو»)، حيث تم عزل الجزيرة الفخارية عن العالم الأوسع من قبل الملك الأسطوري ديرمود دائم الشباب في وقت ما من القرن الحادي عشر - وأنها تظهر فقط في 29 فبراير من كل عام. تم وضع الجزيرة بشكل منفصل كقطعة مركزية في قانون يسمى «الحرب على جميع الجبهات»، والتي تنطوي على غزو جزيرة هي-برازيل من قبل مخلوقات المحيطات الضخمة.
تضمنت المغنية وكاتبة الأغاني الكندية أليسون راسل أغنية بعنوان "Hy-Brasil" في ألبومها الأول عام 2021 Outside Child .
اسم مبنى سفارة البرازيل لدى جزيرة باربادوس الأطلسية (وهي ملكية برتغالية سابقة) هو «هي برازيل».